# Тямпаррпуйнгу
Тямпаррпуйнгу — австралийский язык группы йолнгу пама-ньюнгской языковой семьи. На языке говорят аборигены, живущие в основном на острове Элко в Северной территории Австралии. Население острова преимущественно общается на тямпаррпуйнгу. На английском языке дома общается только 10 % островитян. Число говорящих согласно переписи населения Австралии 2006 года — 2766 человек.
Входит в языковой кластер тувал, одним из шести диалектов которого часто считается тямпаррпуйнгу.